# Shenandoah County
Shenandoah County är ett administrativt område i delstaten Virginia, USA, med 41 993 invånare. Den administrativa huvudorten (county seat) är Woodstock. Området ligger i dalgången Shenandoah Valley. 

## Geografi
Enligt United States Census Bureau så har countyt en total area på 1 327 km². 1 327 km² av den arean är land och 0 km² är vatten.  

### Angränsande countyn
- Hardy County, West Virginia - nordväst
- Frederick County - nordost
- Warren County - öster
- Page County - sydost
- Rockingham County - sydväst